# Nagykovácsi
Nagykovácsi   (németül: Großkowatsch) nagyközség Pest vármegyében, a Budakeszi járásban. Budapest II. és XII. kerületének közelsége rövid idő alatt a budapesti agglomeráció egyik legkedveltebb településévé tette.

## Földrajz

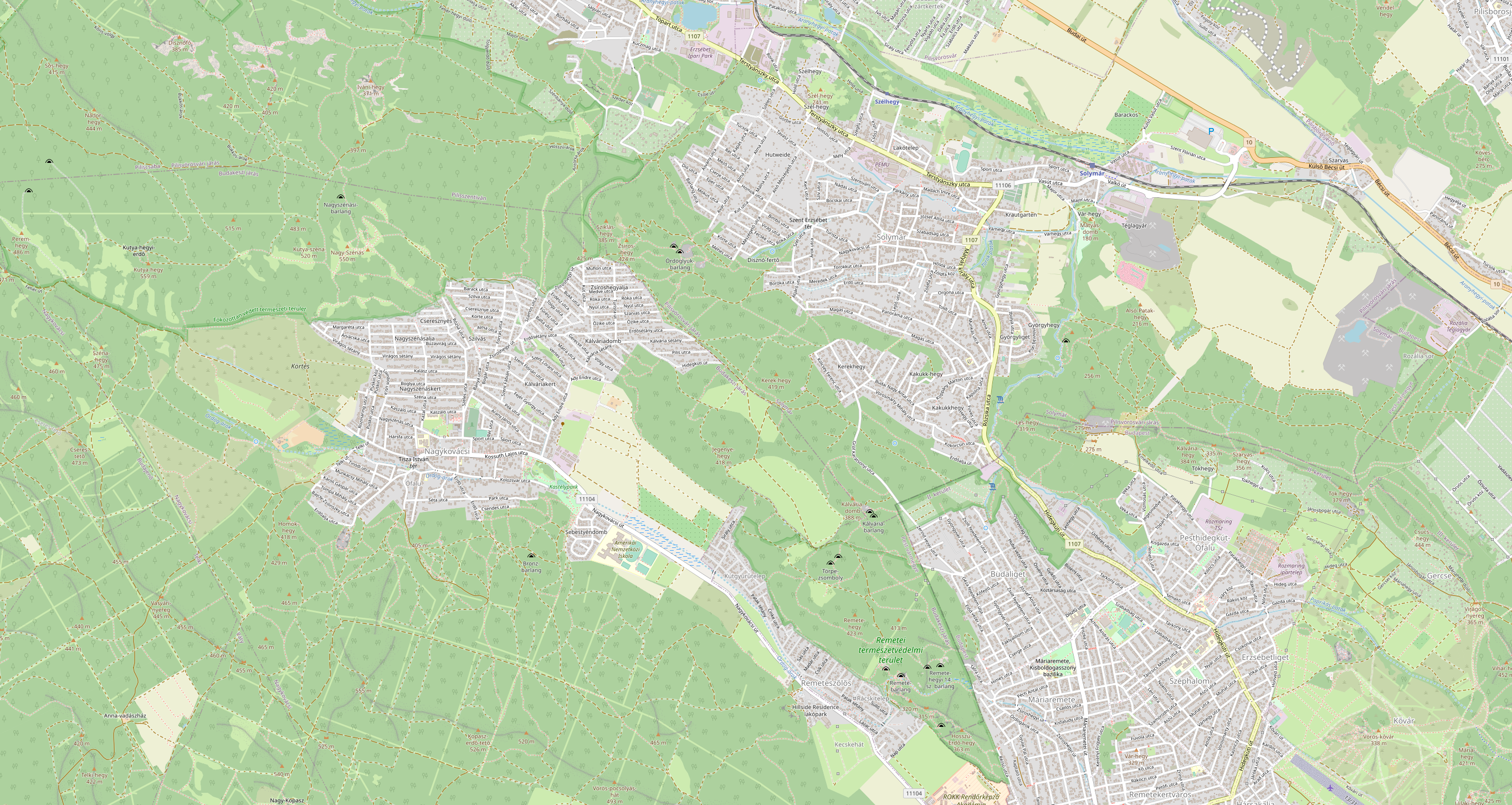
Nagykovácsi és környékének térképe

Nagykovácsi település Pest vármegye északnyugati részén, a Budai-hegység legmagasabb hegyei, a Kutya-hegy és a Nagy-Kopasz, valamint a Nagy-Szénás nyúlványai által ölelt völgyben (a Nagykovácsi-medencében) helyezkedik el, Budapest központjától 15 km-re, közel a II. kerülethez, 340 m-es átlagos tengerszint feletti magasságban. Zsáktelepülés jellegéből adódóan burkolt közúton csak egy irányból, Budapest felől közelíthető meg.
Közigazgatási területe az alábbi települések közigazgatási területeivel határos (kelet felől, az óramutató járásával ellentétes irányban): Budapest, Remeteszőlős, Solymár, Pilisszentiván, Piliscsaba, Perbál, Budajenő, Telki, Páty és Budakeszi. A földrajzilag szomszédosnak tekinthető községek közül nem érintkezik a területe Tinnyéével.
A Nagykovácsi-medencétől északra Solymártól és Pilisszentivántól a Zsíros-hegy és a Nagy-Szénás vonulata választja el. Déli irányban, a Budai Tájvédelmi Körzet részét képező Nagy-Kopasz és Fekete-hegy vidékét kiterjedt erdő borítja. A Petneházyrét és a Nagy-Kopasz-hegy között, a Kis-Ördög-árok forrásvidéken megbújó vadregényes Juliannamajor pedig Budakeszitől választja el.
A település gyönyörű természeti környezetben fekszik, hegyekkel körülvéve, a Budai Tájvédelmi Körzetben, sok különleges faj csak ezen a területen él. Adottságai miatt élénk a turizmus, jellemzően a hétvégi gyalogos és biciklis kirándulók száma magas, akik a környező erdőkben sok turistaút közül választhatnak (bár a jelzések karbantartottsága hagy némi kívánnivalót maga után). A település külterületeinek 85%-a természetvédelmi terület.[forrás?]

## Története
A régészeti leletek egészen a kőkorszakig, jégkorszakig és a vaskorig nyúlnak vissza. A falun átfolyó Ördög-árok partján találtak ilyen leleteket. Több érme, eszköz és sírkő is előkerült a római korból. Ezen leletek közül négy darab római sírkövet beépítettek a katolikus plébánia falába.

### Középkor
A középkorban királyi kovácsok lakták a települést, innen is ered a neve. Az első írásos emlék 1254-ből származik, egy adománylevél, ahol még Kowachy-ként említik a községet. A török hódoltság idején 1529-ben a törökök feldúlták a falut és a népesség radikálisan csökkent. 

### Újkor
A törökök kiűzésével a Habsburg uralkodók sváb telepeseket hívtak ide 1700 és 1760 között. A felsővattai Wattay család 1661-től volt birtokosa, ők telepítették be Nagykovácsit elsősorban német telepesekkel, majd kúriát is építtettek. Wattay János innen irányította birtokait (Fülektől Szabadkáig, benne a mai Budapest területének harmada), majd Pest-Pilis-Solt vármegye első kuruc alispánjaként a kuruc közigazgatást, és a kuruc katonaságnak lőport is itt gyártatott. A továbbiakban haláláig, 1723-ig innen járt a vármegye gyűléseire. Fia III. Pál a Pomázon felépített kastélyba tette át a család központját. Az új betelepülők tehetséges földművesnek bizonyultak.
A telepesek építették fel a ma már műemléki védelem alatt álló nagykovácsi katolikus templomot és plébániát (műemlékvédelmi lajstromszámaik: templom – 7120 és plébánia – 7121). A templom alapkövét 1742. december 8-án tették le, majd pontosan 4 év múlva, 1746. december 8-án avatták fel az épületet. A barokk templom berendezése (fő- és mellékoltárok, szószék) 1745 és 1761 között készültek el, Eberhardt Antal és Erchardt (Eberhardt) József művei.
1848-tól komoly bányászati tevékenység indult meg a környező hegyek(b)en, amely során több aknát nyitottak Nagykovácsi területén is, bár ezeknél komoly nehézséget jelentett, hogy a kitermelt szenet csak közúton lehetett tovább szállítani. 1851-től folyamatos szénbányászat zajlott több-kevesebb sikerrel, 1943-ban pedig megkezdték a Zsíros-hegy tömbje alatt egy olyan altáró kiépítését is, amelynek segítségével a Nagykovácsi alatt található, viszonylag bőséges szénkészletet úgy lehetett kitermelni, hogy a felszín alatt, kisvasúttal továbbított csilléket a szomszédos Solymáron át közvetlenül nagyvasúti szerelvényekbe lehetett rakodni. Ez a bánya, a Jóreménység-altáró egészen 1969 végéig működött, fénykorában a pilisi-szénmedence legnagyobb dolgozói létszámú, legjelentősebb termelési kapacitású, és közülük utolsóként bezárt bányája volt. A pilisi szénbányaüzemek maradványai és emlékhelyei ma is megtalálhatóak a Zsíros-hegyen. Ilyen például a Pilisszentiván felé vezető homokszállító drótkötélpálya néhány megmaradt oszlopából kialakított emlékhely a Kút utca végénél az erdőben, de a környéken több más, háborús bunkernek vagy hasonló létesítménynek látszó, ám valójában a bányászati tevékenységgel összefüggésben létesített objektumra is lelhetünk a hegy erdeiben.
A Teleki–Tisza-kastély 1840 körül épült. Előbb Wattay-kastély volt, majd házasság révén a Teleki család, azt követően pedig a Tisza család tulajdonába került.

### 20-21. század
A II. világháború után a kastélyt államosították. A németségre a kollektív bűnbak szerepét osztották ki. A  magyar kormány a német lakosságot Németországba telepítette ki, és a csehszlovák–magyar lakosságcsere keretében a Felvidékről kitelepített magyar lakosság érkezett ide.
1958-tól a Vidékfejlesztési Minisztérium elődintézményeinek fenntartásában működő Erdészeti Nevelőotthonként funkcionált, majd  1992-ben megalakult az FVM Mezőgazdasági Szakképző Intézete és Nevelőotthona. 2008-ban a kastély épületében működő kollégium megszűnt. Az épületet később kiürítették. A kastély 2013-ban önkormányzati tulajdonba került és a Magyar Cserkészszövetség használja.
A Fekete-hegy körüli erdő a Kádár-korszakban kiemelt vadászterületként funkcionált, amit a Vadaspark határában a Telki felé tartó műúttól a Petneházyréten és Juliannamajoron át Nagykovácsiig húzódó rozsdás vadkerítés, illetve az azon túl élő szintén népes – az emberre többnyire veszélytelen – vadállat állomány is jelez.
Sebestyéndomb határában 1973-ban épült az Amerikai Nagykövetség nemzetközi iskolája. (American International School of Budapest) A közelmúltban a szuburbanizáció hatásai érvényesülnek és sok budapesti költözik ki a nyugodtabb, egészségesebb levegőjű Nagykovácsiba. Délkeleti üdülőterülete az ezredforduló idején elszakadt Nagykovácsitól és Remeteszőlős néven önállósodott.

## Közélete

### Polgármesterei
- 1990–1994: Dr. Schmidt Imre (MDF-SZDSZ-KDNP)[10]
- 1994–1998: Pájer Árpád (független)[11]
- 1998–2002: Pájer Árpád (független)[12]
- 2002–2006: Bencsik Mónika (független)[13]
- 2006–2010: Bencsik Mónika (független)[14]
- 2010–2014: Bencsik Mónika (független)[15]
- 2014–2019: Kiszelné Mohos Katalin (Fidesz-KDNP)[16]
- 2019–2024: Kiszelné Mohos Katalin (Szépkovácsi Egyesület)[17]
- 2024– : Kiszelné Mohos Katalin (Szépkovácsi Egyesület)[1]

## Népesség
A 2001-es népszámlálás szerint a településnek 4848 bejelentett lakosa volt, de ez a szám nem tartalmazta a telek- és nyaralótulajdonosokat. Azóta is élénk a kitelepülés, 2007-ben a bejelentett lakosok száma már 5726 fő volt. 2009-es adatok szerint a lakosok száma elérte a 6310 főt. A 2010-es Önkormányzati választások során a választásra jogosult lakosok száma 5096 fő volt (2010. aug. 11. adat). Azonban ezeket az adatokat fenntartásokkal kell kezelni, mivel a helyi Önkormányzat szerint az újonnan beköltözők közül sokan nem jelentkeznek be a faluba állandó lakcímmel. A Polgármesteri Hivatal becslése szerint a lakosság száma már meghaladhatta a 7000 főt. Ezzel az ország második legnépesebb zsáktelepülése lett.
Nagykovácsi lakossága kevert. Egyfelől megtalálható az eredeti helyi lakosság, de egyre inkább túlsúlyba kerülnek az 1990-es és a 2000-es években Budapestről kikököltözött felső-középosztálybeli családok.
A népszámlálási adatok szerint a településen nincs roma lakosság.
Bár a svábok túlnyomó többségét az 1940-es évek derekán kitelepítették a faluból, a maroknyi még itt élő német nemzetiségű lakos nemzetiségi önkormányzatot tart fenn, aktív közösségi élettel. A 2010-es adatok alapján a nemzetiségi önkormányzati választáson szavazattal rendelkezők száma 80 fő volt.
A településen él az adott lélekszámhoz arányított legtöbb gyermek Magyarországon. Nem ritka az 5-8 gyermekes család sem.
Becslések szerint a lakosság 1/3-át gyermekek teszik ki.
Vallási felekezetek szempontjából körülbelül 1000-1200 fő katolikus és 3-400 fő református (új templomukat 2007. április 28-án kezdték építeni) gyakorolja hitét rendszeresen Nagykovácsi két templomában.
A település népességének változása:
| Lakosok száma | 6912 | 7021 | 8536 | 8905 | 8789 | 8809 |
|               | 2013 | 2014 | 2021 | 2022 | 2023 | 2024 |

A 2011-es népszámlálás során a lakosok 85,6%-a magyarnak, 0,2% lengyelnek, 3,3% németnek, 0,2% románnak, 0,2% szerbnek mondta magát (13,4% nem nyilatkozott; a kettős identitások miatt a végösszeg nagyobb lehet 100%-nál). A vallási megoszlás a következő volt: római katolikus 33,1%, református 8,9%, evangélikus 1,4%, görögkatolikus 1%, izraelita 0,5%, felekezeten kívüli 22,6% (30,8% nem nyilatkozott).
2022-ben a lakosság 86,7%-a vallotta magát magyarnak, 2,4% németnek, 0,4% ukránnak, 0,3% cigánynak, 0,2% bolgárnak, 0,2% románnak, 0,1-0,1% lengyelnek, görögnek, szlováknak, örménynek, horvátnak és szerbnek, 12,2% egyéb, nem hazai nemzetiségűnek (10,1% nem nyilatkozott; a kettős identitások miatt a végösszeg nagyobb lehet 100%-nál). Vallásuk szerint 29,4% volt római katolikus, 8,2% református, 1,6% evangélikus, 1,3% görög katolikus, 0,2% izraelita, 0,1% ortodox, 1,2% egyéb keresztény, 0,7% egyéb katolikus, 18,3% felekezeten kívüli (38,6% nem válaszolt).
Vásárlóerő-paritás alapján 2019-ben az ország második leggazdagabb települése volt.

## Közlekedés
Nagykovácsi igazi zsáktelepülés, hiszen közúton egyetlen útvonalon, a 11 104-es számú mellékúton lehet elérni, Budapest II. kerülete (Hűvösvölgy, illetve Adyliget) felől. E helyzetnek előnyei és hátrányai is vannak, hiszen ebből fakadóan a községben nincsen átmenő forgalom, ha viszont ez az útvonal baleset miatt vagy más okból járhatatlanná válik, más közforgalmú úton nem lehet eljutni a településre, vagy éppen kijutni onnan.
Erdészeti utakon a település elérhető Telki felől is (a Budakeszit Perbállal összekötő 1103-as út irányából), a Nagy-Kopasz lábánál található Anna-vadászház érintésével, ez az útvonal azonban közforgalmi célokra nem használható.
A nagyközség közösségi közlekedéssel történő elérése az 1930-as évek óta biztosított: Hűvösvölgyből a Budapesti Közlekedési Központ fővárosi buszhálózatába illeszkedő, 2014 májusa óta a Volánbusz által üzemeltetett 63-as busz nappal 4-23 óra között, a 963-as pedig az éjszakai üzemidőben közlekedik. 1982 és 1985 között a T3-as jelzéssel úgynevezett „telkes” gyorsjárat is kijárt a településre.
Az hiányos szilárd burkolatú közúthálózat miatt a település szélén elhelyezkedő utcák gépkocsival télen nehezen megközelíthetők.

## Nevezetességei
- Teleki–Tisza-kastély
- Nagyboldogasszony-plébániatemplom
- American International School of Budapest (Amerikai Iskola)
- A pilisi len (Linum dolomiticum) nevű növény az egész világon csak a Szénások területén – nagyobbrészt Pilisszentivánhoz, kisebb részben Nagykovácsihoz tartozó közigazgatási területen – fordul elő, mintegy 10 hektárnyi, szigorúan védett élőhelyen.
- Szűz Mária-szobor
- Háborús emlékmű
- Turul-szobor[21]
- Juliannamajorban, az 1991-ben megnyitott Sztrilich Pál Cserkészparkban 2016-2025 között rendezték meg a a Kolorádó Fesztivált.[22][23][24][25][26][27][28]

## Híres nagykovácsiak
- Balanyi Bibiána – szakfordító, a Mensa elnöke[29]
- Gulyás Dénes – operaénekes, politikus
- Hevér Gábor – színész
- Mesz János („Falábú Jancsi”) – 56-os forradalmár
- Oberfrank Pál – színész, színigazgató, Nagykovácsi díszpolgára (2012)[30]
- Olthy Magda – színésznő
- Pálos György – színész
- Perényi Miklós – gordonkaművész
- Sáry László – zeneszerző
- Szirtes Ági – színésznő
- Varga Tamás – színész
- felsővattai Wattay János – birtokos, kuruc alispán, katona
- Zsohovszky Piroska – az első magyar női hegymászó, aki 7000 méter felett járt

## Képgaléria

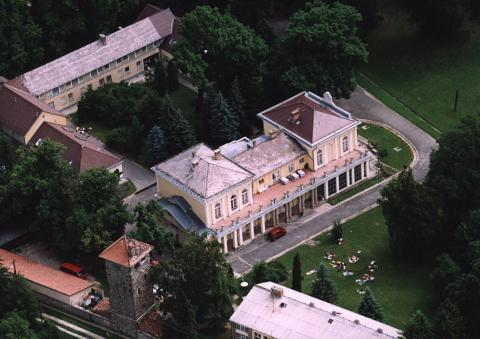
A Teleki–Tisza-kastély
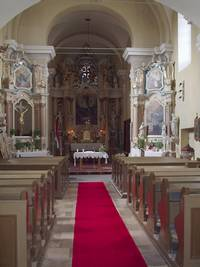
A plébániatemplom belseje
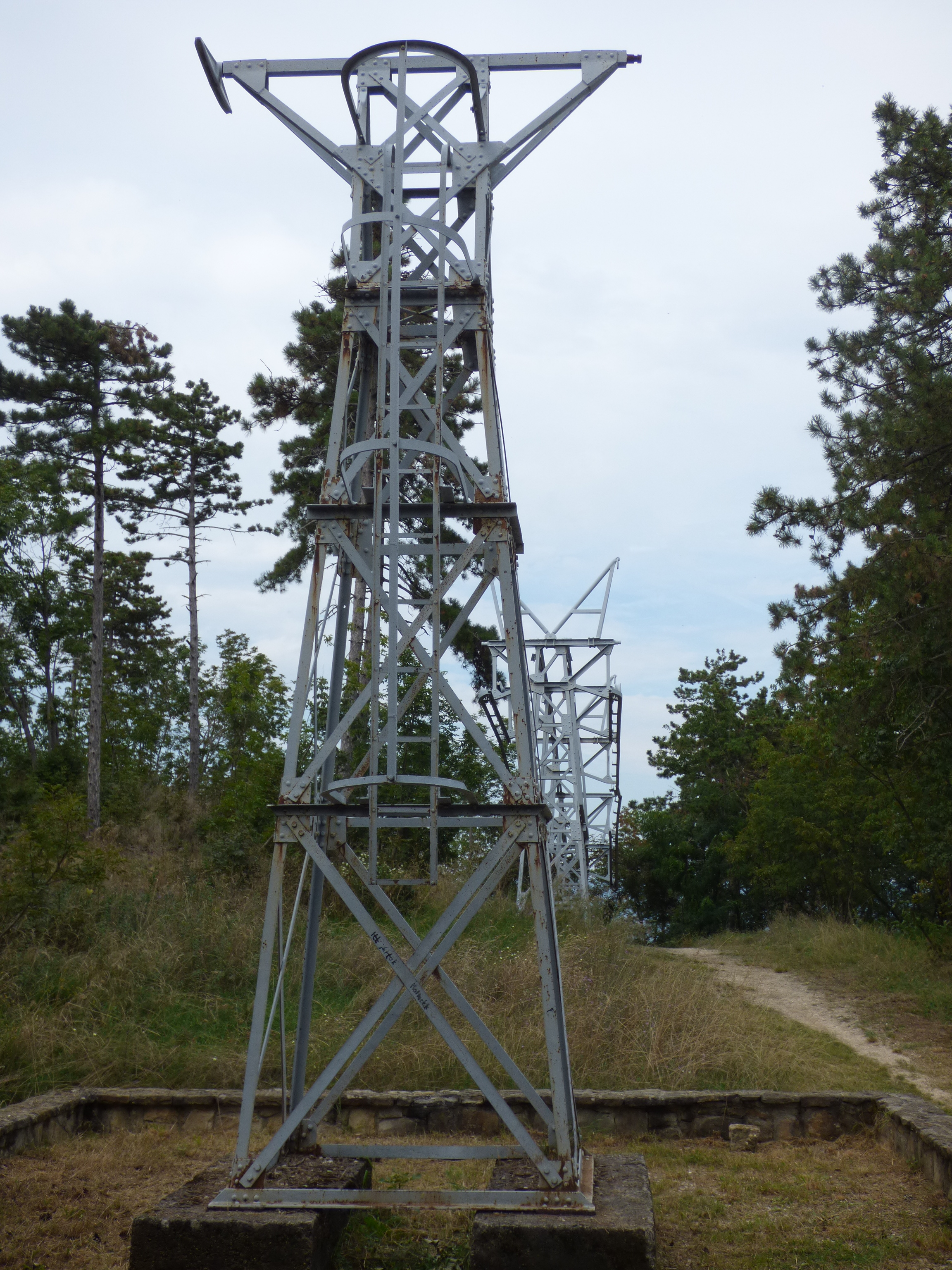
A nagykovácsi kötélpálya-emlékmű 2016-ban
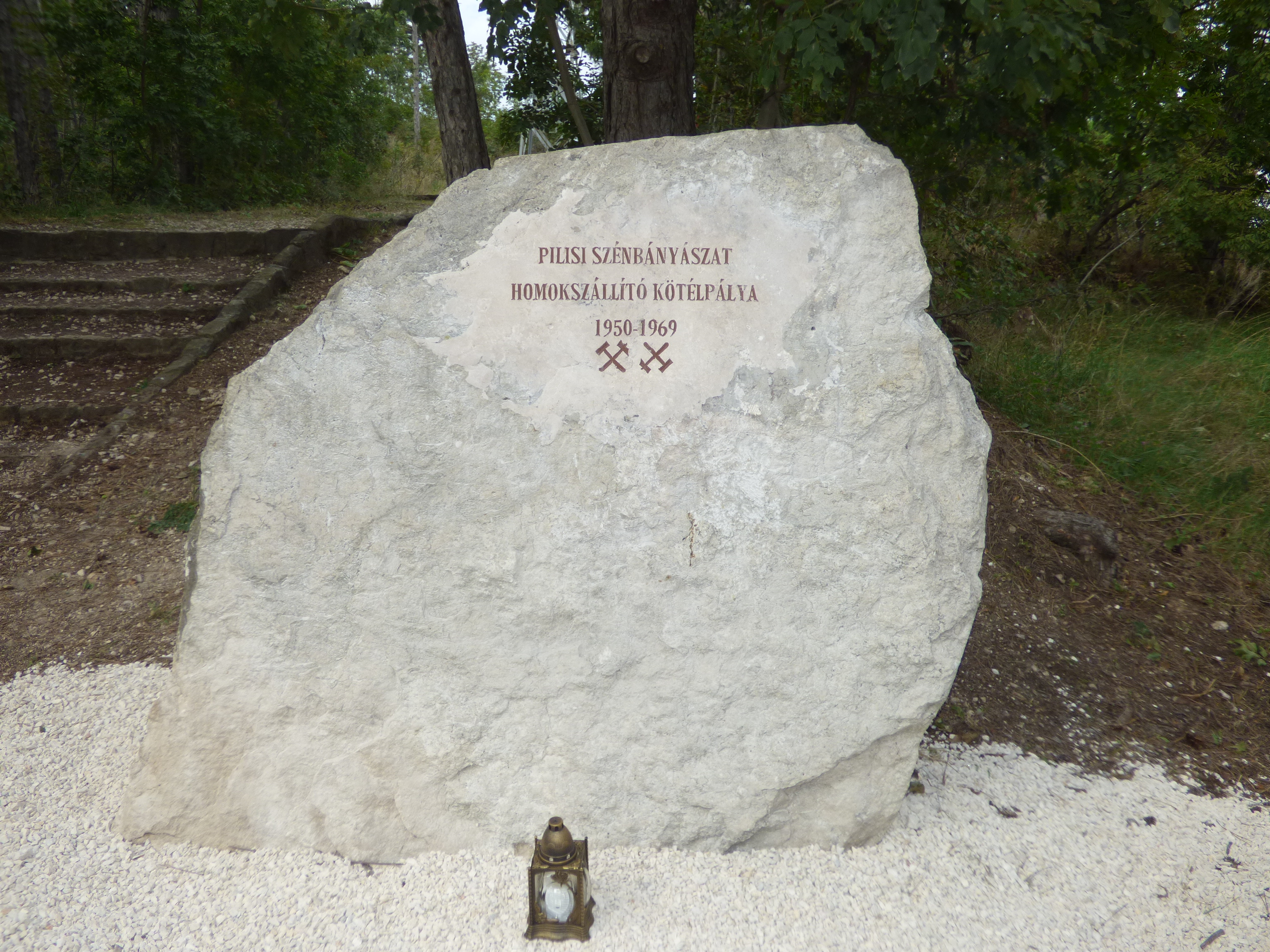
A kötélpálya-emlékmű újrafaragott emlékköve az avatás napján, 2016. szeptember 4-én

## Kiadványok a településről
- Jablonkay István: Nagykovácsi földrajza. Budapest, 1937.
- Szatmári Lajos: Régi és új barázdák nyomában – elbeszélő krónika a nagykovácsi Vörös Hajnal Mezőgazdasági Termelőszövetkezet történetéről (1949-1974). Nagykovácsi, 1974.
- Szabolcsi József, B. Szatmári Lajos, Jablonkay István: Adalékok Nagykovácsi múltjából. Nagykovácsi, 2001.
- B. Szatmári Lajos: Nagykovácsi rövid története. Nagykovácsi, 1991.
- B. Szatmári Lajos: A Nagykovácsi Református Egyház krónikája. Nagykovácsi, 1999.
- Pelbárt Jenő (szerk.): A nagykovácsi Benkó koncertek hiteles története. Nagykovácsi, 1996.
- B. Szatmári Lajos: A "kisdedóvás" első száz évének története Nagykovácsi községben, 1895-1995 : [angyalkerttől a mai óvodáig]. Nagykovácsi, 1996.
- A Felvidékről az Ördögárokig. Nagykovácsi, 1998.
- Greszl Ferenc (Franz Greszl): Gross-Kowatscher Heimatbuch: Geschichte und Schicksal einer ungarndeutschen Gemeinde. Lahr/Schwarzwald, 1962.
- Kirándulás Teleki-Tisza -kastélynál – NAGYKOVÁCSI  Kisfilm a településről.

## Nagykovácsi az irodalomban
- Nagykovácsi az egyik (érintőlegesen említett) helyszíne Örkény István Ballada a költészet hatalmáról című „egyperces” novellájának.